# 瓦兹河—埃纳河运河
瓦兹河—埃纳河运河（法語：Canal de l'Oise à l'Aisne，法語發音：[kanal də lwaz a lɛn]）是法国上法蘭西大區的一条运河，连接瓦兹河谷与埃纳河谷。该运河在阿贝库尔与埃纳河旁侧运河交汇，在布尔和科曼与瓦兹河旁侧运河交汇。